# Jean de Palaprat
Jean de Palaprat oppure Jean Palaprat signore di Bigot (Tolosa, 1650 – Parigi, 1721) è stato un commediografo francese.

## Biografia
Jean de Palaprat nacque a Tolosa nel 1650.
Durante la sua carriera scolastica, effettuò studi di legge, laureandosi e diventando avvocato, per rispettare la lunga tradizione familiare di giudici e avvocati.
Oltre alla sua passione per il teatro, ebbe importanti cariche nella magistratura a Tolosa e a Parigi, dove strinse amicizia con Molière.
Quando si trasferì a Parigi decise di dedicarsi alle lettere, e nel 1688, incominciò la sua attività di commediografo con la quale ottenne buoni successi, ma una volta rientrato a Tolosa, si impegnò nuovamente nella magistratura.
Per il teatro scrisse, con la collaborazione di David Augustin de Brueys, numerose commedie caratterizzate da un brillante intreccio e un'arguta ironia, tra cui Il concerto ridicolo (Le concert ridicule, 1689), di tono parodistico; Il segreto svelato (Le secret révélé, 1690); Il brontolone (Le grondeur, 1691), commedia ricca di riferimenti alla vita contemporanea; Il muto (Le muet, 1691), tratta da Terenzio.Tra le attrici che portarono al successo le sue commedie si può menzionare Jeanne Bourguignon Olivier Pitel de Beauval.   
Jean de Palaprat fu uno dei primi membri dell'Académie des Jeux floraux nel 1694.
Jean de Palaprat morì a Parigi nel 1721.

## Opere
- Il concerto ridicolo (Le concert ridicule, 1689);
- Il segreto svelato (Le secret révélé, 1690);
- Il brontolone (Le grondeur, 1691);
- Il muto (Le muet, 1691);
- Le Opere teatrali dei signori Brueys e Palaprat (Les Œuvres de théâtre de Messieurs Brueys et de Palaprat, 1755).